# Campeonato Mundial de Atletismo de 2003
El IX Campeonato Mundial de Atletismo se celebró en París (Francia) entre el 23 y el 31 de agosto de 2003 bajo la organización de la Asociación Internacional de Federaciones de Atletismo y la Federación Francesa de Atletismo.
Las competiciones se llevaron a cabo en el estadio Stade de France. Se contó con la presencia de 1679 atletas.

## Resultados

### Masculino
| Evento                    | Oro                                                                             | Plata                                                                                             | Bronce                                                                                   |
| ------------------------- | ------------------------------------------------------------------------------- | ------------------------------------------------------------------------------------------------- | ---------------------------------------------------------------------------------------- |
| 100 m (25.08)             | Kim Collins San Cristóbal y Nieves 10,07 s                                      | Darrel Brown Trinidad y Tobago 10,08 s                                                            | Darren Campbell Reino Unido 10,08 s                                                      |
| 200 m (29.08)             | John Capel Estados Unidos 20,30                                                 | Darvis Patton Estados Unidos 20,31                                                                | Shingo Suetsugu Japón 20,38                                                              |
| 400 m (26.08)             | Tyree Washington Estados Unidos 44,77                                           | Marc Raquil Francia 44,79                                                                         | Michael Blackwood Jamaica 44,80                                                          |
| 800 m (31.08)             | Djabir Said-Guerni Argelia 1:44,81                                              | Yuri Borzakovski · Rusia · 1:44,84                                                                | Mbulaeni Mulaudzi Sudáfrica 1:44,90                                                      |
| 1500 m (27.08)            | Hicham El Guerrouj Marruecos 3:31,77                                            | Mehdi Baala Francia 3:32,31                                                                       | Ivan Heshko · Ucrania · 3:33,17                                                          |
| 5000 m (31.08)            | Eliud Kipchoge Kenia 12:52,79                                                   | Hicham El Guerrouj Marruecos 12:52,83                                                             | Kenenisa Bekele Etiopía 12:53,12                                                         |
| 10 000 m (24.08)          | Kenenisa Bekele Etiopía 26:49,57                                                | Haile Gebrselassie Etiopía 26:50,77                                                               | Sileshi Sihine Etiopía 27:01,44                                                          |
| 110 m vallas (30.08)      | Allen Johnson Estados Unidos 13,12                                              | Terrence Trammell Estados Unidos 13,20                                                            | Liu Xiang China 13,23                                                                    |
| 400 m vallas (29.08)      | Félix Sánchez · República Dominicana · 47,25                                    | Joey Woody Estados Unidos 48,18                                                                   | Periklis Iakovakis · Grecia · 48,24                                                      |
| 3000 m obstáculos (26.08) | Saif Saaeed Shaheen Catar 8:04,39                                               | Ezequiel Kemboi Kenia 8:05,11                                                                     | Eliseo Martín · España · 8:09,09                                                         |
| 20 km marcha (23.08)      | Jefferson Pérez · Ecuador · 1:17:21                                             | Francisco Javier Fernández · España · 1:18:00                                                     | Roman Raskazov · Rusia · 1:18:07                                                         |
| 50 km marcha (27.08)      | Robert Korzeniowski · Polonia · 3:36:03                                         | Guerman Skuriguin · Rusia · 3:36:42                                                               | Andreas Erm · Alemania · 3:37:46                                                         |
| Maratón (30.08)           | Jaouad Gharib Marruecos 2:08:31                                                 | Julio Rey · España · 2:08:38                                                                      | Stefano Baldini · Italia · 2:09:14                                                       |
| Salto de altura (25.08)   | Jacques Freitag Sudáfrica 2,35 m                                                | Stefan Holm · Suecia · 2,32 m                                                                     | Mark Boswell · Canadá · 2,32 m                                                           |
| Salto con pértiga (28.08) | Giuseppe Gibilisco · Italia · 5,90                                              | Okkert Brits Sudáfrica 5,85                                                                       | Patrik Kristiansson · Suecia · 5,85                                                      |
| Salto de longitud (29.08) | Dwight Phillips Estados Unidos 8,32                                             | James Beckford Jamaica 8,28                                                                       | Yago Lamela · España · 8,22                                                              |
| Triple salto (25.08)      | Christan Olsson · Suecia · 17,72                                                | Yoandri Betanzos · Cuba · 17,28                                                                   | Leevan Sands Bahamas 17,26                                                               |
| Peso (23.08)              | Andrei Mijnevich · Bielorrusia · 21,69                                          | Adam Nelson Estados Unidos 21,26                                                                  | Yuri Bilonoh · Ucrania · 21,10                                                           |
| Disco (26.08)             | Virgilijus Alekna · Lituania · 69,69                                            | Róbert Fazekas · Hungría · 69,01                                                                  | Vasili Kaptiuj · Bielorrusia · 66,51                                                     |
| Martillo (25.08)          | Ivan Tijon · Bielorrusia · 83,05                                                | Adrián Annus · Hungría · 80,36                                                                    | Koji Murofushi Japón 80,12                                                               |
| Jabalina (31.08)          | Serguei Makarov · Rusia · 85,44                                                 | Andrus Värnik Estonia 85,17                                                                       | Boris Henry · Alemania · 84,74                                                           |
| 4 × 100 m (31.08)         | Estados Unidos John Capel Bernard Williams Darvis Patton Joshua Johnson 38.06 s | Brasil · Vicente de Lima · Edson Luciano Ribeiro · André da Silva · Cláudio Roberto Souza · 38,26 | Países Bajos · Timothy Beck · Troy Douglas · Patrick van Balkom · Caimin Douglas · 38,87 |
| 4 × 400 m (31.08)         | Francia Leslie Djhone Naman Keita Stéphane Diagana Marc Raquil 2:58,96          | Jamaica Brandon Simpson Danny McFarlane Davian Clarke Michael Blackwood 2:59,60                   | Bahamas Avard Moncur Dennis Darling Nathaniel McKinney Christopher Brown 3:00,53         |
| Decatlón (27.08)          | Tom Pappas Estados Unidos 8750 pts.                                             | Roman Šebrle · República Checa · 8634 pts.                                                        | Dmitri Karpov · Kazajistán · 8374 pts.                                                   |

1. ↑  Descalificación por dopaje del medallista de oro, el estadounidense Jerome Young.[1]
2. ↑  Descalificación del relevo británico, ganador de la medalla de plata, por dopaje de Dwain Chambers.[2]
3. ↑  Descalificación del relevo estadounidense, ganador de la medalla de oro, por dopaje de Calvin Harrison y Jerome Young.[3]

### Femenino
| Evento                    | Oro                                                                                        | Plata                                                                                             | Bronce                                                                             |
| ------------------------- | ------------------------------------------------------------------------------------------ | ------------------------------------------------------------------------------------------------- | ---------------------------------------------------------------------------------- |
| 100 m (24.08)             | Torri Edwards Estados Unidos 10,93                                                         | Chandra Sturrup Bahamas 11.02                                                                     | Ekaterini Thanu · Grecia · 11,03                                                   |
| 200 m (28.08)             | Anastasiya Kapachinskaya · Rusia · 22,38                                                   | Torri Edwards Estados Unidos 22,47                                                                | Muriel Hurtis Francia 22,59                                                        |
| 400 m (27.08)             | Ana Guevara · México · 48,89                                                               | Lorraine Fenton Jamaica 49,43                                                                     | Amy Mbacke Thiam Senegal 49,95                                                     |
| 800 m (26.08)             | Maria Mutola Mozambique 1:59,89                                                            | Kelly Holmes Reino Unido 2:00,18                                                                  | Natalia Jrushcheliova · Rusia · 2:00,29                                            |
| 1500 m (31.08)            | Tatiana Tomashova · Rusia · 3:58,52                                                        | Süreyya Ayhan Turquía 3:59,04                                                                     | Hayley Tullett Reino Unido 3:59,95                                                 |
| 5000 m (30.08)            | Tirunesh Dibaba Etiopía 14:51,72                                                           | Marta Domínguez · España · 14:52,26                                                               | Edith Masai Kenia 14:52,30                                                         |
| 10 000 m (23.08)          | Berhane Adere Etiopía 30:04,18                                                             | Werknesh Kidane Etiopía 30:07,15                                                                  | Yingjie Sun China 30:07,20                                                         |
| 100 m vallas (27.08)      | Perdita Felicien · Canadá · 12,53                                                          | Briggite Foster-Hylton Jamaica 12,57                                                              | Miesha McKelvy Estados Unidos 12,67                                                |
| 400 m vallas (28.98)      | Jana Pittman Australia 53,22                                                               | Sandra Glover Estados Unidos 53,65                                                                | Yuliya Pechonkina · Rusia · 53,71                                                  |
| 20 km marcha (24.08)      | Yelena Nikolayeva · Rusia · 1:26:52                                                        | Gillian O'Sullivan Irlanda 1:27:34                                                                | Valentina Tsibulskaya · Bielorrusia · 1:28:10                                      |
| Maratón (31.08)           | Catherine Ndereba Kenia 2:23:55                                                            | Mizuki Noguchi Japón 2:24:14                                                                      | Masako Chiba Japón 2:25:09                                                         |
| Salto de altura (31.08)   | Hestrie Cloete Sudáfrica 2,06 m                                                            | Marina Kuptsova · Rusia · 2,00 m                                                                  | Kajsa Bergqvist · Suecia · 2,00 m                                                  |
| Salto con pértiga (25.08) | Svetlana Feofanova · Rusia · 4,75                                                          | Annika Becker · Alemania · 4,70                                                                   | Yelena Isinbayeva · Rusia · 4,65                                                   |
| Salto de longitud (30.08) | Eunice Barber Francia 6,99                                                                 | Tatiana Kotova · Rusia · 6,74                                                                     | Anju Bobby George India 6,70                                                       |
| Triple salto (26.08)      | Tatiana Lebedeva · Rusia · 15,18                                                           | Francoise Mbango Etone Camerún 15,05                                                              | Magdelin Martínez · Italia · 14,90                                                 |
| Peso (27.08)              | Svetlana Kriveliova · Rusia · 20,63                                                        | Nadzeya Astapchuk · Bielorrusia · 20,12                                                           | Vita Pavlish · Ucrania · 20,08                                                     |
| Disco (25.08)             | Irina Yachenko · Bielorrusia · 67,32                                                       | Anastasia Kelesidou · Grecia · 67,14                                                              | Ekaterini Voggoli · Grecia · 66,73                                                 |
| Martillo (28.08)          | Yipsi Moreno · Cuba · 73,33                                                                | Olga Kuzenkova · Rusia · 71,70                                                                    | Manuela Montebrun Francia 70,92                                                    |
| Jabalina (30.08)          | Mirela Manjani · Grecia · 66,52                                                            | Tatiana Shikolenko · Rusia · 63,28                                                                | Steffi Nerius · Alemania · 62,70                                                   |
| 4 × 100 m (30.08)         | Francia Patricia Girard Muriel Hurtis Sylviane Félix Christine Arron 41,78                 | Estados Unidos Angela Williams Chryste Gaines Inger Miller Torri Edwards 41,83                    | Rusia · Olga Fedorova · Yuliya Tabakova · Marina Kislova · Larisa Kruglova · 42,26 |
| 4 × 400 m (31.08)         | Estados Unidos Me'Lisa Barber Demetria Washington Jearl Miles Clark Sanya Richards 3:22,63 | Rusia · Olesia Zykina · Yuliya Pechonkina · Anastasiya Kapachinskaya · Natalia Nazarova · 3:22,91 | Jamaica Sandie Richards Allison Beckford Ronetta Smith Lorraine Fenton 3:22,92     |
| Heptatlón (27.08)         | Carolina Klüft · Suecia · 7001 pts.                                                        | Eunice Barber Francia 6755 pts.                                                                   | Natalia Sazanovich · Bielorrusia · 6524 pts.                                       |

1. ↑  Descalificación por dopaje de las medallistas de oro y bronce, la estadounidense Kelli White y la ucraniana Zhanna Block.[4]
2. ↑  Descalificación por dopaje de la medallista de oro, la estadounidense Kelli White.[5]

## Medallero
| Núm. | País                   | Oro | Plata | Bronce | Total |
| ---- | ---------------------- | --- | ----- | ------ | ----- |
| 1    | Estados Unidos         | 8   | 7     | 1      | 16    |
| 2    | Rusia                  | 7   | 7     | 5      | 19    |
| 3    | Francia                | 3   | 3     | 2      | 8     |
| 4    | Etiopía                | 3   | 2     | 2      | 7     |
| 5    | Bielorrusia            | 3   | 1     | 3      | 7     |
| 6    | Suecia                 | 2   | 1     | 2      | 5     |
| 7    | Kenia                  | 2   | 1     | 1      | 4     |
| 7    | Sudáfrica              | 2   | 1     | 1      | 4     |
| 9    | Marruecos              | 2   | 1     | 0      | 3     |
| 10   | Grecia                 | 1   | 1     | 3      | 5     |
| 11   | Cuba                   | 1   | 1     | 0      | 2     |
| 12   | Italia                 | 1   | 0     | 2      | 3     |
| 13   | Canadá                 | 1   | 0     | 1      | 2     |
| 14   | Argelia                | 1   | 0     | 0      | 1     |
| 14   | Australia              | 1   | 0     | 0      | 1     |
| 14   | Ecuador                | 1   | 0     | 0      | 1     |
| 14   | Lituania               | 1   | 0     | 0      | 1     |
| 14   | México                 | 1   | 0     | 0      | 1     |
| 14   | Mozambique             | 1   | 0     | 0      | 1     |
| 14   | Polonia                | 1   | 0     | 0      | 1     |
| 14   | Catar                  | 1   | 0     | 0      | 1     |
| 14   | República Dominicana   | 1   | 0     | 0      | 1     |
| 14   | San Cristóbal y Nieves | 1   | 0     | 0      | 1     |
| 24   | Jamaica                | 0   | 4     | 2      | 6     |
| 25   | España                 | 0   | 3     | 2      | 5     |
| 26   | Hungría                | 0   | 2     | 0      | 2     |
| 27   | Alemania               | 0   | 1     | 3      | 4     |
| 27   | Japón                  | 0   | 1     | 3      | 4     |
| 29   | Bahamas                | 0   | 1     | 2      | 3     |
| 29   | Reino Unido            | 0   | 1     | 2      | 3     |
| 31   | Brasil                 | 0   | 1     | 0      | 1     |
| 31   | Camerún                | 0   | 1     | 0      | 1     |
| 31   | Estonia                | 0   | 1     | 0      | 1     |
| 31   | Irlanda                | 0   | 1     | 0      | 1     |
| 31   | República Checa        | 0   | 1     | 0      | 1     |
| 31   | Trinidad y Tobago      | 0   | 1     | 0      | 1     |
| 31   | Turquía                | 0   | 1     | 0      | 1     |
| 38   | Ucrania                | 0   | 0     | 3      | 3     |
| 39   | China                  | 0   | 0     | 2      | 2     |
| 40   | India                  | 0   | 0     | 1      | 1     |
| 40   | Kazajistán             | 0   | 0     | 1      | 1     |
| 40   | Países Bajos           | 0   | 0     | 1      | 1     |
| 40   | Senegal                | 0   | 0     | 1      | 1     |
|      | TOTAL                  | 46  | 46    | 46     | 138   |